# Адам Барретт (плавець)
Адам Барретт (англ. Adam Barrett, 30 липня 1992) — британський плавець.
Чемпіон Європи з водних видів спорту 2014 року.
Переможець Ігор Співдружності 2014 року.